# Кок-бору
Кокпар, кёк-бёрю, улак, кюк бюре, (кирг. көк-бөрү (дословно "синий/сизый волк" в значении русского выражения "серый волк"), улак-тартыш (перетягивание козла) или улак (козел), алт. кöк-бöрӱ, баш. күк бүре, каз. көкпар, узб. улок, кўкпари) — древняя, популярная конная-спортивная игра среди казахов, киргизов, узбеков, алтайцев, башкир, и других народов Азии. В русском языке для игры кок-бору и её аналога бузкаши также употребляется слово «козлодрание», хотя на деле целью игры является не раздирание туши козла на части, а овладение тушей отбором её у соперника.
Кок-бору — это симбиоз скачек и игры. Всадники борются за тушу козла — необходимо не только завладеть ею, но и удержать от захвата соперниками. В спортивной версии игры тушу также надо забросить в «казан» (ворота) команды соперника.
Игра в народе проводится и по другим правилам. Например, надо добраться с тушей до оговорённого места, например, до своего аила, где противники уже не имеют права бороться за неё. Также широко распространена народная разновидность игры "аламан улак" в которой может участвовать неограниченное число игроков (до тысячи и более). В народе игра часто проводится по праздникам в честь знаменательного события. Например, по случаю рождения долгожданного наследника родители могут назначить призы для игроков.
Сегодня в спортивном кок-бору за действиями джигитов обычно следит конная судейская коллегия, состоящая из трех опытных всадников. Правила кок-бору со временем видоизменились и стали менее жестокими. В кок-бору играют во многих регионах Центральной Азии и России, где проводятся соревнования по этому виду спорта.

## Этимология

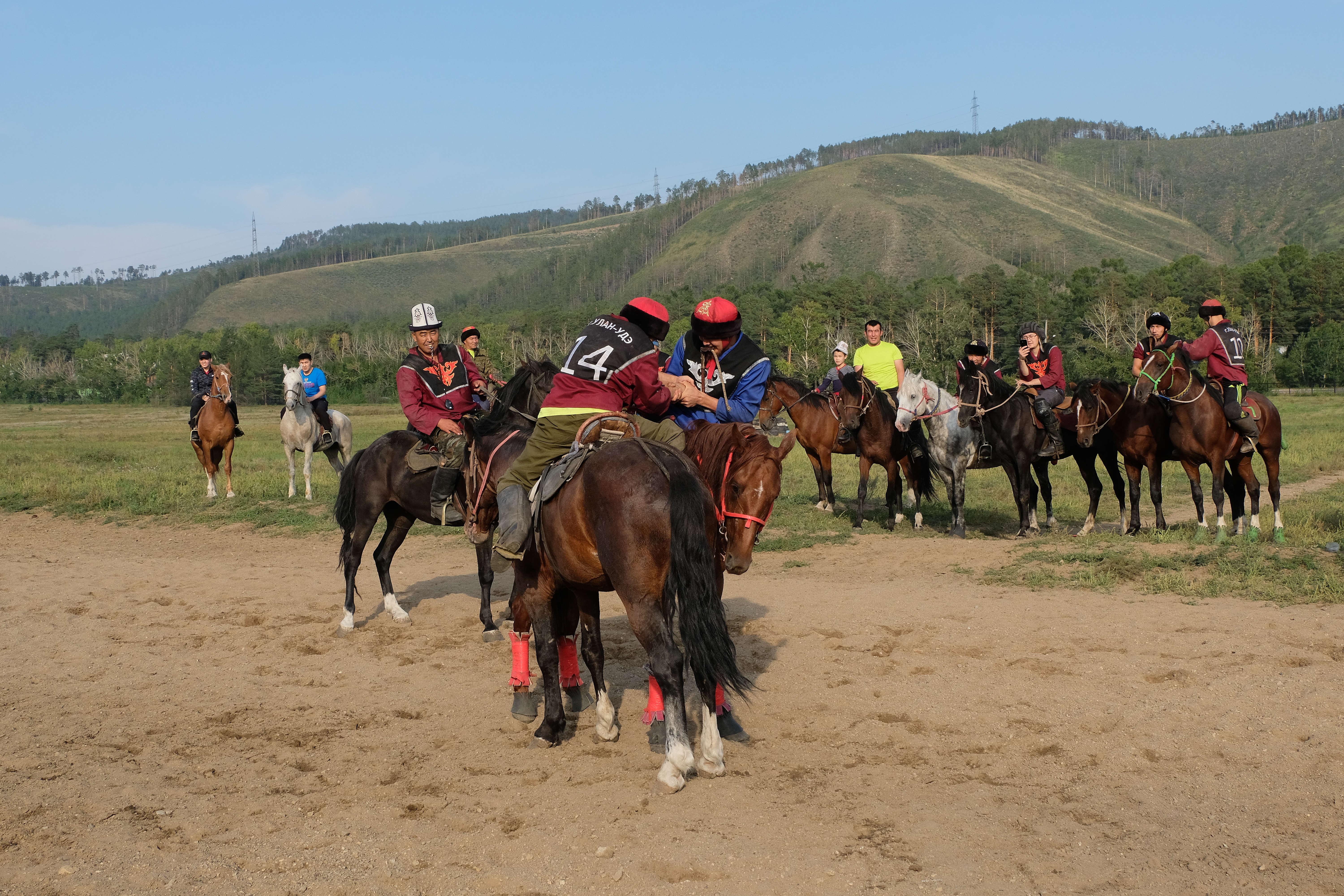
Киргизский фестиваль Кок-бору. Улан-Удэ, Бурятия.

Дословно «Кок бору» в переводе с тюркских языков означает «синий волк». Возникает вопрос: причем тут волк? Этому есть объяснение, записанное в 80-х годах советским этнографом Г. Н. Симаковым: «Старики-киргизы нам неоднократно рассказывали об одном распространенном среди киргизов юга и севера виде охоты на волков, когда группа всадников верхом на быстрых и выносливых лошадях по глубокому снегу гналась за волком, настигала его и убивала ударами дубинок по голове. Этот древний способ охоты на волка интересен ещё и тем, что после того, как один из всадников нагонял и убивал волка он клал его тушу поперек седла, а остальные всадники старались эту тушу отнять у него. Таким образом, в шутку, не в полную силу двигаясь по направлению к своему аилу, они играли в „кок бору“. В аиле тушу волка забирал себе тот, кто непосредственно догнал и убил его ударом дубины» [1984, с. 148].
Другое, историческое название игры в Кыргызстане — «улак тартыш» (перетягивание козлика).
Чингиз Айтматов в своей повести «Прощай, Гульсары!» (1966) называл эту конную игру «козлодрание»: «Козлодрание — своеобразный конный футбол, в котором вместо мяча служит обезглавленная туша козла. Козёл удобен тем, что шерсть на нём длинная, прочная и его можно подхватывать с коня за ногу или за шкуру».
Русское слово бирюк означающее одинокий волк так же происходит от тюркского börü.

## История
Современные правила игры для спортивных соревнований были разработаны  в 1996 году в Кыргызской Республике известным кинорежиссёром Болотом Шамшиевым. В 1998 году была создана киргизская национальная федерация Кок-бору, основателям и первым её президентом был Болот Шер (Болотбек Шерниязов). Так же Болот Шер 2001 году основал Международную федерацию Кок-Бору. Эти правила были также признаны и приняты 9 ноября 2001 года всеми заинтересованными странами на учредительном съезде Международной федерации Кок-Бору в г. Бишкек Кыргызской Республики. Вслед за этим национальные федерации кок-бору были созданы в Казахстане, России, Китае, Таджикистане, Узбекистане, Афганистане, Монголии, Пакистане и Турции.
31 марта 2016 года от Кыргызстана было подано предложение о включении конно-спортивной игры кок-бору в репрезентативный список нематериального культурного наследия человечества ЮНЕСКО. В декабре 2017 года игра была включена.

## Цель игры
Цель игры — овладевать тушей козла и максимальное количество раз забросить его в казан противника.
Участникам соревнования разрешается поднимать тушу козла, с любого места внутри поля, отбирать его у соперника, передавать или перебрасывать партнерам по команде, отпускать, принимать тушу под ноги, держать сбоку, или между ног коня, помогать партнёрам доскакать с тушей и бросить его в ворота соперника. При падении всадника или лошади игру останавливают и возобновляют после устранения причины остановки. При нарушении игроками боковой линии объявляется аут.
В былые времена участникам Кок-Бору разрешалось применять физическую силу, бить соперников камчы — кожаной плетью, однако сегодня на официальных соревнованиях правила ограничивают возможности игроков, и за неисполнение таковых полагаются штрафные очки, вплоть до дисквалификации и удаления с поля.
Во время игры запрещается поднимать лошадь на дыбы, с разгона бить грудью своей лошади лошадь соперника, держать за повод, снимать уздечку, хватать за руки или за пояс соперника, наносить удары рукой, ногой, стременами, камчой и поводьями другим всадникам и лошадям, привязывать тушу к седлу, ставить свою лошадь поперёк скачущему, кричать или вступать в разговоры, продолжать борьбу после того, как туша заброшена в казан соперника.

## Правила игры

### Общее положение

Поле для игры в Кок-Бору и сравнение его с двумя футбольными полями

Соревнования проводятся на отдельном поле, приспособленном для игры «Кок бору».
Игра проходит на поле длиной 200 метров и шириной 70 метров. Расстояние между тай казанами 140 м; от центра до тай казанов 70 м; Расстояние от тай-казанов до внешней линии по продольной оси 30 метров; штрафная зона ограничена расстоянием в 15 метров от тай-казанов; Размеры центрального и штрафных кругов возле штрафной зоны 10 метров в радиусе. Расстояние малого круга, радиусом 3 метра, где находится в начале игры улак (туша козла), от бортовой линии 15 метров по перпендикулярной оси.

Тай казан Кок-Бору

У каждой из соревнующихся команды есть свой тай-казан (кольцеобразный земляной вал играющий роль ворот) размером: верхняя часть внешним диаметром 3,6 м, высота — 1,2 м, ширина бордюра 0,8 м, диаметр выемки тай казана — 2 м, глубина — 0,5 м, диаметр нижней части — 4,4 м.

### Главные правила игры
- В одной команде участвует от 8 до 12 всадников и от 8 до 12 лошадей, но одновременно в игру вступают только по четыре джигита от каждой команды. Участники имеют право меняться и даже менять своих коней. Команде, выпустившей в поле незаявленного игрока или лошадь, засчитывается поражение;

- В игру вступают по 4 игрока из каждой команды; во время игры команда вправе менять игроков по ходу игры (то есть не останавливая игру);
- Игра длится 60 минут, состоя из 3-х периодов по 20 минут, перерывы по 10 минут. Победа достается той команде, которая сумеет большее количество раз забросить тушу козла в тай-казан соперника;
- Игроки, употребившие перед игрой алкогольные напитки, наркотические вещества, к игре не допускаются.

### Начало игры
Капитаны определяют свой тай казан по жребию. Туша козла должна находиться на расстоянии 15 метров от боковой линии со стороны трибуны. После свистка арбитра все игроки устремляются первым захватить тушу козла. Если в течение двух минут тушу козла не сумеет захватить ни одна команда, то игра останавливается и начинается в центральном кругу. В круг входят по одному игроку от каждой команды и борются один на один. Пока туша козла не выйдет из круга, другие игроки не имеют права входить в игру. Если в течение одной минуты игроки не захватят тушу и не выйдут из круга, то арбитр заменяет их другими игроками. Когда туша упала рядом с тай казаном игра продолжается до одной минуты, после минуты игра возобновляется на круге, который ближе к тай казану.

### Ход игры
Захват туши, и другие приемы в игре проводится по правилам игры «Кок бору». Игра длится без перерыва до того, пока не забрасывается туша в тай казан одной из команд или же ввиду грубого нарушения кем-то из игроков правил игры. Для того чтобы считать очки, тушу нужно бросить точно в тай казан. В случаях когда туша оказывается на краю, не попав в тай казан, или попав в тай казан, но с инерцией выскочила с тай казана не считается голом и за них очки не даются. Игрок может забросить тушу при падении но, при этом, не прикасаясь ногой земли. После попадания туши в тай казан и засчитана арбитром в поле «гол», игра начинается снова с центра поля.
До полуфинала при ничейном исходе матча дополнительное игровое время не дается, а дается — «буллит». В полуфинале и финале при ничейном исходе основного времени дается дополнительное время 10 минут, до «золотого гола». Если дополнительное время не выявит победителя, дается — «буллит». Из каждой команды выходят по четыре игроков, которые разыгрывают буллит.
Буллит — Один из игроков с тушею направляется в сторону тай казана, где за ним на расстоянии с 30 метров осуществляет погоню один из игроков соперника, чтобы помешать тому игроку забросить улак в тай казан. Они должны пуститься вскачь одновременно по свистку судьи. Если игрок, владеющий тушей, опередив погоню, или же, несмотря на сопротивление соперника, сумеет забросить тушу в тай казан, то это считается голом. Игрок, атакующий тай казан соперника, вправе замедлить ход своего коня в зависимости от ситуации.
Примечание: Из четырех игроков команд каждый игрок вправе только по одному разу догонять соперника. Лошадей менять во время исполнения буллитов запрещается. Если атакующий игрок выходит за пределы своей оси тай казана, он не имеет права бросать тушу в тай казан. В случае, когда ни одна из команд не может добиться успеха из четырех бросков, в игру входят по одному игроков из каждой команды, и так до победы.
Для усиления интереса в игру допускаются силовые приемы, применяемые как конями, так и игроками, но не нарушающие правил игры. Но категорически запрещается наезжать на игрока, поднимающего тушу козла.

### Воспрещается
- Бить соперника рукою, ногою, плетью. Игрок, нарушивший эти правила игры, отправляется вместе с конем на двухминутное удаление, на специальное штрафное место в «Кара мамы».

Команда, у которой наказан игрок, продолжает игру в меньшинстве, с тремя игроками. Если команда, игравшая в полном составе, забросит тушу в тай казан, то игрок — нарушитель сразу входит в игру.
- Спорить, оскорблять судей — удаление на 2 мин.

- Таранить соперника на скорости, независимо от того, владеет он тушей козла или нет — удаление на 2 мин.

- Нарушение численного состава одной из команд (5 игроков) — удаление на 2 мин.

- Команда, добровольно прекратившая игру и не подчиняющаяся решению главного судьи, признается побеждённой.

Примечание: При грубейших нарушениях игроками правил игры, игрок может быть удалён на 5 минут.

### Требования к командам
В снаряжении лошадей, которые входят в игру, не должно быть металлических украшений (серебро, медь, железо и т. д.), от которых игроки могут получить травму. Концы стремени должны быть ровными, а подковы не острыми.

### Судейская бригада и протокольная комиссия
Судейская бригада состоит из трех человек — арбитра в поле и двух его помощников (боковые судьи). Кроме судейской бригады игру обслуживает протокольная комиссия, утвержденная Правлением Федерации. Протокольная комиссия рассматривает просьбы и претензии команд и в спорных моментах принимает решение о присвоении победы, какой-либо из двух команд.

## Особенности игры
По правилам кок-бору, в игре участвуют только жеребцы и кони, в качестве игрового снаряда используется туша козла. Были попытки заменить тушу муляжом, но в конечном итоге от этой идеи отказались из-за неудобства игры с муляжом и несоответствия древним традициям. Кок-бору жёсткая спортивная игра, она требует немалой силы и сноровки от спортсменов, потому средний возраст участников официальных соревнований составляет около 20 лет.
В качестве ворот используются тай-казаны. Они очень удобны для чёткого фиксирования гола — попадание или не попадание улака в чашу казана отчётливо видно и это исключает спорные ситуации. Кроме этого казаны очень удобны при игре в любых условиях - на снегу, в весеннюю слякоть, на рыхлом грунте и т.п. когда делать разметку на земле вместо казанов  практически невозможно.
По традиции, по окончании игры мясо козла, служившего основным объектом игры, съедают, приготовив из него, например, куурдак. По местным поверьям, мясо этого козла обладает целебными свойствами, помогает от бесплодия. Считается, что среди тысяч рук, притронувшихся к туше, могла быть рука святого человека, что и наделяет её магическим качествами.
В персоязычных странах (Афганистан, Таджикистан) вариант этой игры называется бузкаши, в Узбекистане — купкари/улак, в Казахстане — кокпар. C эпохи позднего средневековья игра купкари/улак вошла в городскую культуру Самарканда, где произошел ее синтез с традиционно городскими обычаями. Представители правящей династии Бухарского эмирата – узбеки-мангыты активно участвовали в купкари и показывали свою близость к полукочевым узбекам, которые были опорой их власти. 
В Европе существует отдалённо схожий вид конного спорта хорсбол (англ. horseball), а в Южной Америке — пато (англ. Pato).

## Международные состязания по кок-бору

### Всемирные игры кочевников
На Всемирных играх кочевников, в 2014, 2016, 2018, 2022 и 2024 годах, команда Кыргызстана уверенно брала первое место. На играх 2018 года в финале встретились команды из Кыргызстана и Узбекистана (счет 32:9), третье место заняла команда из Казахстана, проигравшая в полуфинале команде Узбекистана и победившая в матче за третье место команду Москвы и Московской области.
IV Всемирные игры кочевников были запланированы в Турции на 2020 год, но из-за пандемии коронавируса состоялись осенью 2022 года. Результаты состязаний по кок-бору: первое место заняла команда Кыргызстана обыгравшая в финале команду Казахстана со счётом 5:0, 3 место – Китай.
V всемирные игры состоялись в Казахстане в 2024 году. В матче за первое место встретились Кыргызстан и Казахстан. Со счётом 10:4 победил Кыргызстан.

### Чемпионат мира
Первый чемпионат мира по кок-бору должен был состояться в столице Узбекистана 20-26 ноября 2019 года. Вместо этого в нарушение первоначальных договорённостей было объявлено что состоится чемпионат по правилам кокпара, без тай-казанов и трёх периодов. В связи с этим Кыргызстан отказался от участия в этом состязании. Проведение чемпионата было перенесено на 2020 год.

### Кубок мира
В августе 2023 года в г. Чолпон-Ата (Кыргызстан) состоялись соревнования среди клубных команд. В Кубке мира приняли участие команды США, Узбекистана, Казахстана, России, Афганистана и Кыргызстана. Всего в соревновании участвовало 12 команд. Кубок мира, за который боролись команды из шести стран, завоевала команда «Жаштык» из Джалал-Абадской области Кыргызстана. В финале она обыграла команду из Красноярска (Россия) со счетом 2:0. Третье место заняла команда Узбекистана.

## Раскол
После серии неудач в играх с командами из Кыргызстана в Казахстане кок-бору как вид конного спорта был свёрнут и произошёл раскол в международных соревнованиях. Правила и название игры на территории Казахстана были изменены — в Казахстане теперь играют не по правилам Международной федерации кок-бору, а по правилам Ассоциации традиционных спортивных игр тюркских народов. В Казахстане она была создана в противовес Международной федерации кок-бору в 2017 году.
Новый оборот развития конфликт получил 14 февраля 2019 года. Представители 9 стран собрались в Астане для очередного обсуждения (предыдущее прошло в январе 2019 года в Ташкенте) подготовки к первому чемпионату мира по кок-бору в Ташкенте. В результате лоббирования казахской стороной своих интересов 8 из 9 представителей проголосовали за пересмотр правил игры для чемпионата и принятие казахских правил кокпара вместо международных правил кок-бору . Российская сторона не поддержала новые правила (в России играют по правилам кок-бору), а Кыргызстан не принимал участия в этой встрече. На прошедшей после этого 16 февраля пресс-конференции в Бишкеке директор Госагентства по делам молодёжи, физкультуры и спорта Кыргызстана Канат Аманкулов заявил что на IV Всемирных играх кочевников (ВИК) в 2020 году в Турции соревнования пройдут по правилам кок-бору. Во время проведения в 2018 году III ВИК было достигнуто соглашение о проведении в 2019 году первого чемпионата мира по кок-бору на родине обладателей серебряных медалей ВИК — в Узбекистане. При этом уже тогда особо подчёркивалось что чемпионат пройдёт по правилам кок-бору с тай-казанами и настоящей тушей. В январе 2019 года в Ташкенте было подтверждено что чемпионат мира пройдёт по  правилам Международной федерации кок-бору. После февральского собрания в Астане было заявлено что в случае невыполнения этого условия и проведения чемпионата в Ташкенте по правилам кокпар Кыргызстан откажется от участия в нём.
Кокпар как казахская версия кок-бору была включена в программу IV (Турция, 2022г) и V (Казахстан, 2024) Всемирных Игр кочевников. Финальный матч (Кыргызстан - Казахстан) по кокпару в Казахстане закончился скандалом из-за грубых нарушений правил со стороны казахской команды и несправедливого судейства казахского судьи в пользу команды Казахстана. Казахская сторона хотела исключить кок бору из программы V Игр кочевников, но по требованию Кыргызстана вынуждена была оставить. Финальный матч по кок бору завершился уверенной победой команды Кыргызстана над командой Казахстана.

### Кокпар

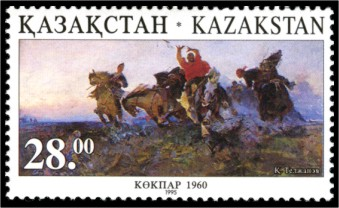
Почтовая марка Казахстана 1995 года с изображением картины Канафии Тельжанова «Кокпар» (1960)

Правила соревнований по казахскому кокпару отличаются от международных правил кок-бору, принятых в 1996 году: разные инвентарь, ворота и регламент. В официальных состязаниях в кокпар решили играть с муляжом. В качестве подобного выбора причиной были названы протесты защитников прав животных (в Китае местные казахи продолжают с 1984 года играть тушей козла). По правилам кокпара целью (воротами) служат не  тай-казаны, а размеченные на игровом поле белые окружности диаметром 3 метра. Размер поля для игры в кокпар немного больше - 220 на 75 метров вместо 200 на 70. Укорочено игровое время (два периода по 20 минут вместо трёх в кок-бору) и увеличено штрафное (пять минут вместо двух). При этом удалённый игрок не может вернуться в игру даже если его команда пропускает гол. В кок-бору играют на полностью подкованных лошадях, а в кокпаре задние ноги лошади не подкованы. Эти различия в правилах часто приводят к недоразумениям. Так, в 2017 году в Астане к состязаниям по кокпару не допустили киргизскую команду на подкованных конях, что впоследствии пришлось улаживать на дипломатическом уровне.

#### Чемпионат Азии
В 2013 году в Астане был проведён первый чемпионат Азии по казахской версии игры — кокпару. Участие в нём приняли сборные  Казахстана, Кыргызстана, России, Узбекистана, Китая, Монголии и Таджикистана. Победителем турнира стала сборная Казахстана, в финале обыгравшая сборную Кыргызстана со счётом 4:2.  

#### Чемпионат мира
В 2017 году в Астане был проведён первый чемпионат мира по кокпару . Всего в турнире участвовали представители 12 стран: Казахстан, Кыргызстан, Узбекистан, Таджикистан, США, Турция, Монголия, Азербайджан, Россия, Венгрия, Китай и Афганистан. Победителем турнира стала сборная Казахстана, обыгравшая в финале команду Кыргызстана со счётом 4:1.

#### Молодёжный чемпионат Азии
В апреле 2019 года в Алматы состоялся первый чемпионат Азии среди молодежи по национальным конным видам спорта, в рамках которого сборная Казахстана по кокпару одержала уверенную победу над командой соперников из Узбекистана со счетом 13:2 .

#### Известные кокпаристы Казахстана
- Саттархан Абдалиев - мастер конного спорта Советского Союза.
- Абильхан Дауылбаев - мастер конного спорта Советского Союза.

## В литературе и кинематографе
В повести Чингиза Айтматова «Прощай, Гульсары́!» главный герой Танабай и его конь по имени Гульсары (лютик) участвуют в конной игре. Писатель называет эту игру козлодранием и сравнивает её с конным футболом, в котором роль мяча играет обезглавленная туша козла.

Со всех сторон кинулись к нему всадники, столпились, пытаясь подхватить тушу с земли. Но в давке сделать это было не так просто. Кони ошалело крутились, кусались, ощерив зубы… Гульсары изнывал в этой свалке, ему бы на простор, но Танабаю все никак не удавалось завладеть козлом. И вдруг раздался пронзительный голос: «Держи, казахи взяли!» Из конной круговерти вырвался молодой казах в разодранной гимнастерке на карем озверевшем жеребце. Он кинулся прочь, подтягивая под ногу, под стремя, тушу козла.
       — Держи! Это карий! — закричали все, бросаясь в погоню. — Скорей, Танабай, только ты можешь догнать!

        С болтающимся под стременем козлом казах на карем жеребце уходил прямо туда, где алело закатное солнце. Казалось, еще немного — и он влетит в это пламенеющее солнце и растает там красным дымом.
«Преклоняюсь перед мудрыми предками, оставивших нам эти игры мужественных. Да будут они благословенны!» — Чингиз Айтматов.
По повести сняты фильмы: советский «Бег иноходца» («Мосфильм», 1969, реж. Сергей Урусевский) и казахский «Прощай, Гульсары́!» («Казахфильм», 2008, реж. Ардак Амиркулов).
Игра также показана в фильме «Иссык-Кульский бешбармак» из сериала «Гаишники» и в первой серии турецкого сериала «Альпарслан: Великие Сельджуки» .